# Nortorf
Nortorf là một đô thị thuộc quận Rendsburg-Eckernförde, bang Schleswig-Holstein, Đức.